# Campeonato Mundial de Clubes de Voleibol Masculino de 1990
O Campeonato Mundial de Clubes de Voleibol Masculino de 1990 foi a segunda edição do torneio organizado anualmente pela FIVB desde então. Foi disputado de 1 a 2 de dezembro de 1990 em Milão, Itália. A equipe italiana Mediolanum Milano conquistou seu primeiro título vencendo a equipe brasileira EC Banespa na final.

## Classificação Final
Esta é a classificação final do Mundial de Clubes de 1990: 
| Pos | Equipe                | Confederação |
| --- | --------------------- | ------------ |
| 1   | Mediolanum Milano     | CEV          |
| 2   | EC Banespa            | CSV          |
| 3   | Maxicono Parma        | CEV          |
| 4   | Il Messaggero Ravenna | CEV          |
| 5   | CSKA Moscou           | CEV          |
| 6   | Philips Modena        | CEV          |
| 7   | ASP Mahad             | CAVB         |
| 8   | J.T. Hiroshima        | AVC          |